# Vanoise-Massiv
Das Vanoise-Massiv (oft kurz auch nur die Vanoise, französisch Massif de la Vanoise) ist ein Hochgebirge im französischen Teil der Grajischen Alpen, das zum französischen Département Savoyen (französisch Savoie), Region Auvergne-Rhône-Alpes gehört. Das Gebirge erstreckt sich 52 Kilometer Nord-Süd und 56 Kilometer Ost-West auf einer Fläche von 1828 km².
Der größte Teil des Gebirgszuges – ab einer Höhe von 685 m und mit Ausnahme der Skigebiete oberhalb des Isère-Tals (Val-d’Isère, Tignes, La Plagne, Les Arcs) sowie den nordwestlich gelegenen Trois Vallées (Méribel, Courchevel und Val Thorens/Les Menuires) – ist im Rahmen des Parc National de la Vanoise unter Schutz gestellt. Im Norden wird es vom Oberlauf der Isère (Tarentaise), im Süden vom Tal des Arc (Maurienne) begrenzt. Aufgrund der Form, die ihm diese Flusstäler verleihen, wird das Massiv auch „la poule“ ‚das Huhn‘ genannt. Die französische Bezeichnung für die Einwohner der Region ist Vanoisiens.
Das Massiv ist Teil der kristallinen Zentralzone der Westalpen und hat eine annähernd kreisrunde Begrenzung, was es von ausgeprägteren Gebirgsketten der Region unterscheidet. Der höchste Gipfel ist die Grande Casse (3855 m), und noch etwa 40 weitere zählen zu den Dreitausendern. Besonders zu erwähnen wären der die Nordecke einnehmende Mont Pourri und die südlich über der Maurienne stehende Dent Parrachée sowie natürlich die das gewaltige Gletscherdach der Glaciers de la Vanoise tragenden Berge (z. B. Dôme de Chasseforêt). Der Nationalpark schützt insbesondere diese wichtigen Gletscher, bedeutend sowohl zahlenmäßig als auch in Größe, vor skitouristischer Erschließung.
Der Südostrand der Vanoise, wo der 2083 m hohe Pass des Col du Mont-Cenis die Landesgrenze bildet, liegt von der westitalienischen Metropole Turin nur 60 km entfernt. Die umgebenden Gebirgsmassive sind: Im Westen die Belledonne, im Norden das Massif de Beaufort und Teile des Mont Blanc, im Osten die Bergregion des Aostatals und im Süden die Cottische Alpen und das Pelvoux-Massiv.

## Liste der wichtigsten Gipfel
| - Grande Casse, 3855 m, höchster Gipfel der Gruppe - Mont Pourri, 3779 m - Dent Parrachée, 3697 m - Grande Motte, 3653 m - Pointe de la Fournache, 3639 m - Dôme de la Sache, 3601 m - Dôme de l’Arpont, 3599 m - Dômes de la Vanoise, 3586 m - Dôme de Chasseforêt, 3586 m - Grand Roc Noir, 3582 m - Dôme des Nants, 3570 m - Aiguille de Péclet 3561 m - Mont Turia, 3550 m - Aiguille de Polset, 3534 m - Mont de Gébroulaz, 3511 m - Pointes du Châtelard 3479 m - Dôme des Platières, 3473 m - Roc des Saints Pères, 3470 m - Pointe de la Sana, 3436 m - Pointe du Bouchet, 3420 m | - Bellecôte, 3417 m - Grand Bec, 3398 m - Pointe du Vallonnet, 3372 m - Pointe Rénod, 3368 m - Dôme des Sonnailles, 3361 m - Pointe de Claret, 3355 m - Pointe de Méan Martin, 3330 m - Dôme de Polset, 3326 m - Dôme des Pichères, 3319 m - Grand Roc, 3316 m - Roche Chevrière, 3281 m - Pointe de Thorens, 3266 m - Mont Pelve, 3261 m - Épaule du Bouchet, 3250 m - Pointe des Buffettes, 3233 m - Aiguille Rouge, 3227 m - Pointe de la Réchasse, 3212 m - Pointe du Dard, 3206 m - Aiguille de la Vanoise, 2796 m |

## Die wichtigsten Gletscher
- Glaciers de la Gurraz
- Glacier de la Savinaz
- Glacier de la Grande Motte
- Glacier de Prémou
- Glacier des Volnets
- Glacier de la Grande Casse
- Glacier de la Leisse
- Glacier des Fours
- Glacier de Méan Martin
- Glacier du Vallonnet
- Glaciers de la Vanoise (Glacier du Pelve, Glacier de l'Arpont, Glacier de la Mahure)
- Glacier de Gébroulaz
- Glacier de Thorens
- Glacier du Bouchet
- Glacier de Chavière
- Glacier de Polset
- Glacier du Geay